# Greater Cleveland
La Greater Cleveland o Area Metropolitana di Cleveland è un'area metropolitana statunitense con cuore la città di Cleveland, in Ohio. È composta dalle sei contee di Cuyahoga, Ashtabula, Geauga, Lake e Medina ed ha una popolazione al censimento del 2020 di circa 2..2 milioni di abitanti, rendendola l'area metropolitana più popolosa dell'Ohio.